# Wateruurwerk

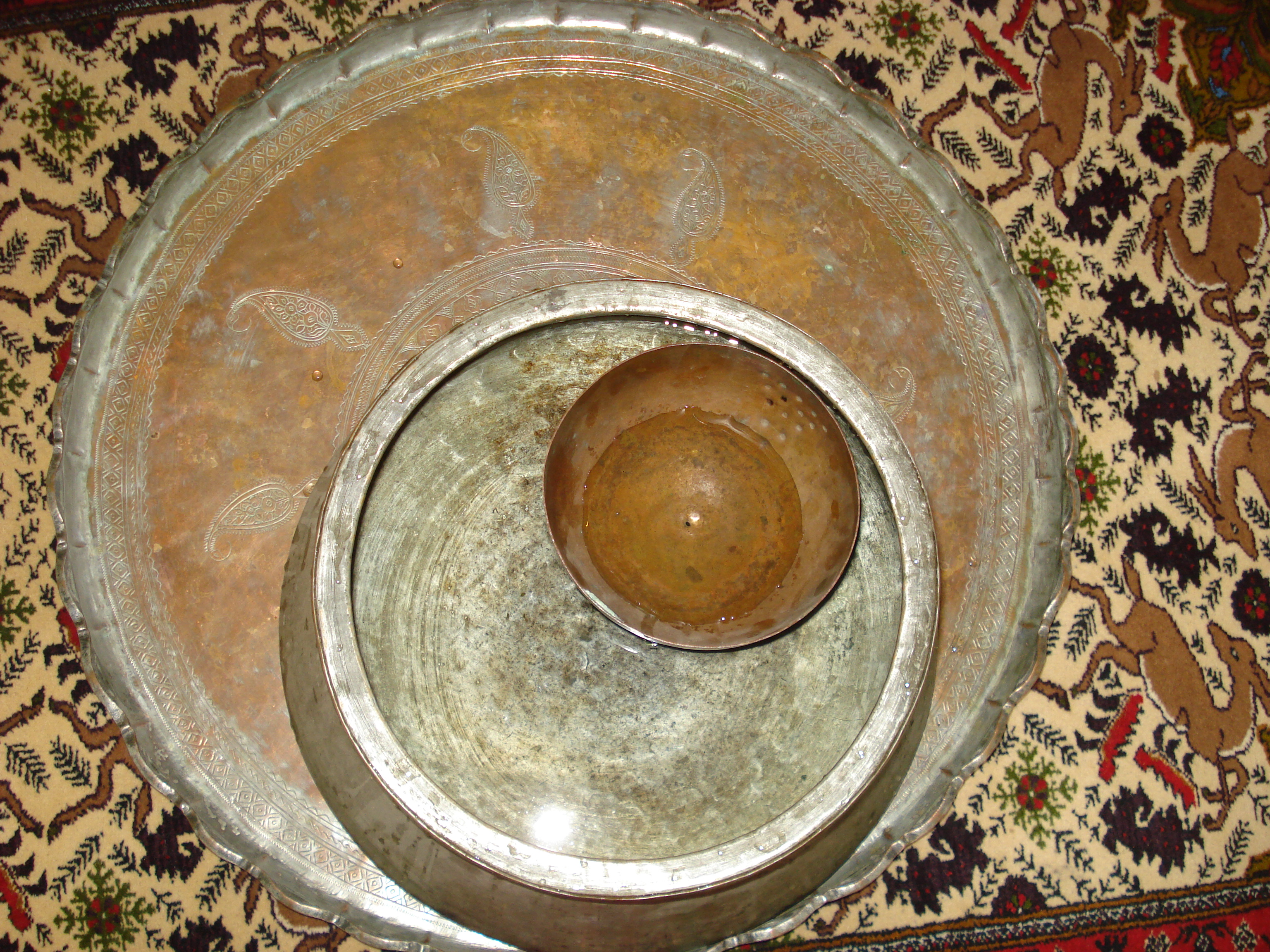
Antieke Perzische klok, die gebruikt werd om de opbrengst van een qanat eerlijk te verdelen

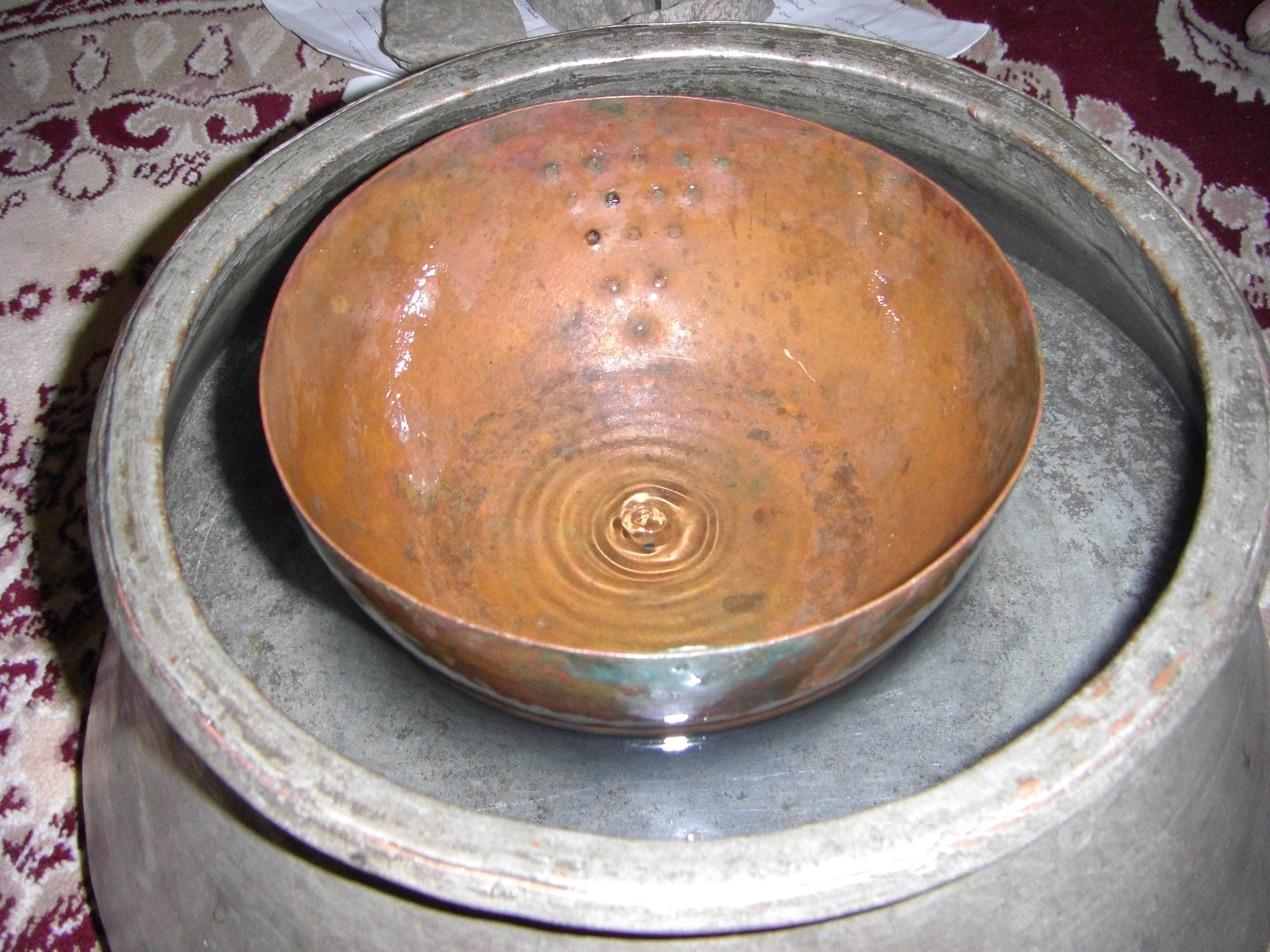
Antieke Perzische klok

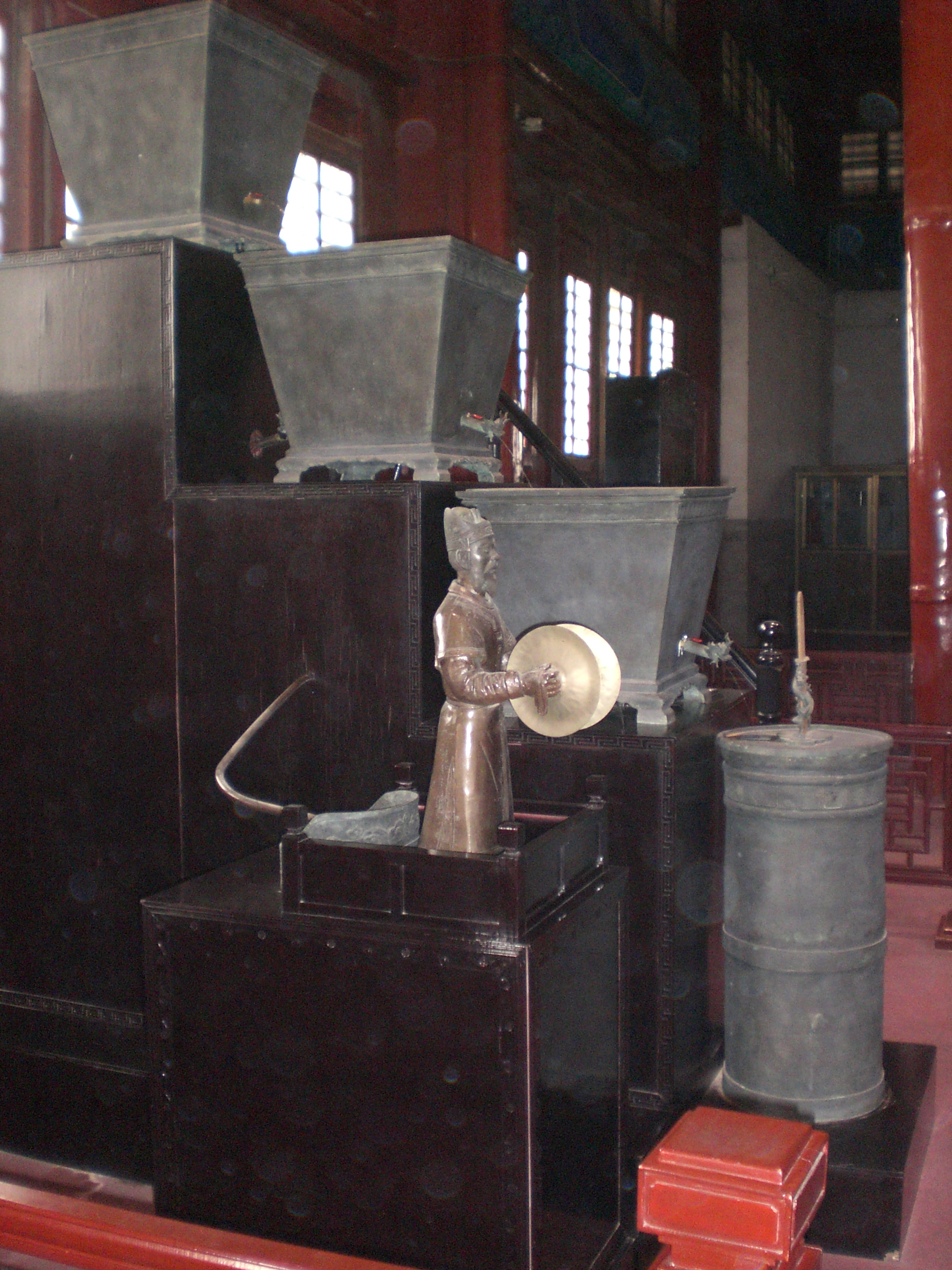
Waterklok in Peking

Een wateruurwerk of waterklok, ook wel clepsydra genoemd, is een klok die de tijd meet door middel van stromend water.
Als tijdmeter werd oorspronkelijk in de gehele wereld de zonnewijzer gebruikt. Maar die zijn 's nachts en bij bewolkt weer onbruikbaar. De uitvinding van het wateruurwerk was dus een belangrijke vooruitgang. Dit uurwerk bestond uit een reservoir, waarin door toevoer of afvoer veranderende hoogte van de waterspiegel op een schaal werd gemeten. Wateruurwerken met korte afvoertijd werden bij rechtbanken in Attica en Rome gebruikt om de aangeklaagde, de gedaagde en getuigen een vaste beperkte spreektijd te geven. Ook in het parlement perkte men de marathondebatten op die manier in. Belangrijke vooruitgang werd omstreeks 250 v.Chr. geboekt door Ktesibios van Alexandrië met zijn geraffineerd wateruurwerk.

## Bestaande waterklokken
In Peking is in de trommel- en klokkentoren een waterklok te zien, waar een mannetje elk kwartier op zijn bekkens slaat. Daarnaast heeft de klok een lange staaf met Chinese tekens, waarop de dagen van het jaar zijn af te lezen.